# Harpiolot
Harpiolot (Harpyionycteris) – rodzaj ssaków z podrodziny Harpyionycterinae w obrębie rodziny rudawkowatych (Pteropodidae).

## Rozmieszczenie geograficzne
Rodzaj obejmuje gatunki występujące w Azji Południowo-Wschodniej.

## Morfologia
Długość ciała 117–159 mm, długość ucha 19–25 mm, długość tylnej stopy 21–27 mm, długość przedramienia 70–91 mm; masa ciała 83–141 g.

## Systematyka
Rodzaj zdefiniował angielski zoolog Oldfield Thomas w artykule zatytułowanym O ssakach z Celebesu, Borneo i Filipin, które niedawno trafiły do Muzeum Brytyjskiego, opublikowanym w 1896 roku na łamach czasopisma „The Annals and magazine of natural history”. Gatunkiem typowym jest (oznaczenie monotypowe) harpiolot filipiński (H. whiteheadi).

### Etymologia
Harpyionycteris: rodzaj Harpyia Illiger, 1811 (rurkonos); gr. νυκτερις nukteris, νυκτεριδος nukteridos ‘nietoperz’.

### Podział systematyczny
Do rodzaju należą następujące gatunki:
| Grafika | Gatunek                    | Autor i rok opisu             | Nazwa zwyczajowa     | Podgatunki         | Rozmieszczenie geograficzne | Podstawowe wymiary                                          | Status IUCN |
| ------- | -------------------------- | ----------------------------- | -------------------- | ------------------ | --- | ----------------------------------------------------------- | ----------- |
|         | Harpyionycteris celebensis | G.S. Miller & Hollister, 1921 | harpiolot sulaweski  | gatunek monotypowy | endemit Indonezji: Celebes i pobliska wyspa Buton; zakres wysokości: 0–2100 m n.p.m.                                                                          | DC: 11,7–15,3 cm DO: bezogonowy DP: 8,4–9,1 cm MC: 99–140 g | NT          |
|         | Harpyionycteris whiteheadi | O. Thomas, 1896               | harpiolot filipiński | gatunek monotypowy | endemit Filipin: południowy Luzon, Visayas i Mindanao; niepotwierdzony na Catanduanes, Marinduque, Bohol, Sibuyan i Tablas; zakres wysokości: 0–1900 m n.p.m. | DC:13–15,9 cm DO: bezogonowy DP: 8,4–9,1 cm MC: 99–140 g    | LC          |

Kategorie IUCN:  LC  – gatunek najmniejszej troski,  NT  – gatunek bliski zagrożenia.